# Карибски пирати
„Карибски пирати“ е многомилионен франчайз на „Уолт Дисни“, включващ тематичен увеселителен парк, поредица от филми и съответни книги, многобройни видео игри и други издания.

## Атракциони
От август 2006 г. атракции по „Карибски пирати“ съществуват в 4 увеселителни парка на „Уолт Дисни“, а печалбите от свързаните с тях филми възлизат на над 3,7 милиарда щатски долара.

## Филми
Филмите са с участието на актьорите Джони Деп – в ролята на капитан Джак Спароу, Кевин Макнали – в ролята на Джошами Гибс, Орландо Блум – Уил Търнър, Кийра Найтли – Елизабет Суон, Джефри Ръш – Хектор Барбоса, Пенелопе Крус – Анджелика, и Йън Макшейн – Черната брада.
1. „Карибски пирати: Проклятието на Черната перла“ (2003)
2. „Карибски пирати: Сандъкът на мъртвеца“ (2006)
3. „Карибски пирати: На края на света“ (2007)
4. „Карибски пирати: В непознати води“ (2011)
5. „Карибски пирати: Отмъщението на Салазар (Мъртвите не говорят)“ (2017)